# Virginia O’Hanlon

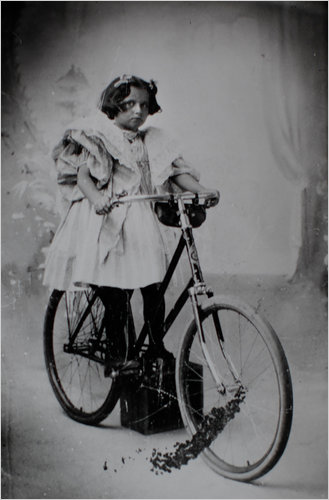
Virginia O’Hanlon (ca. 1895)

Virginia O’Hanlon (* 20. Juli 1889 in New York City; † 13. Mai 1971 in Valatie, New York; vollständiger Name Laura Virginia O’Hanlon Douglas) wurde unabsichtlich zu einer bekannten Person, als sie in ihrer Kindheit der Zeitung New York Sun die Frage stellte: „Gibt es einen Weihnachtsmann?“

## Leben

### Die Episode in ihrer Kindheit
Im Jahr 1897 unterhielt sich Virginia mit ihren Freunden über Santa Claus, den amerikanischen Weihnachtsmann. Während sie an ihn glaubte, meinten die anderen, es gäbe überhaupt keinen Weihnachtsmann. Die gesäten Zweifel wollte sie mit ihrem Vater Dr. Philip O’Hanlon klären, doch seine Antwort war ausweichend.
Die Achtjährige hatte mitbekommen, dass sich die Familie bei auftretenden Zweifelsfragen an die „Frage- und Antwort“-Kolumne der Zeitung New York Sun wandte, eines Blatts, auf das ihr Vater große Stücke hielt.
„Gut, dann werde ich darangehen, an die Sun zu schreiben und die wirkliche Wahrheit herausfinden“, entschied sich Virginia. Ihr Vater bestärkte sie in ihrem Vorhaben mit den Worten „Nur zu, Virginia. Ich bin sicher, dass dir die Sun die richtige Antwort gibt, wie sie es immer macht.“
Das Kind schrieb an die Lieblingszeitung ihrer Eltern.
Den Auftrag, diese diffizile Anfrage zu beantworten, erhielt der langjährige Journalist Francis Pharcellus Church. Ihm gelang ein Editorial, das zu den berühmtesten Veröffentlichungen in der US-Presse zählt. Es wurde in der Folge jedes Jahr von der New York Sun nachgedruckt. Nach dem Einstellen ihres Erscheinens im Jahr 1950 übernahmen andere Blätter den Text, der auch in andere Sprachen übersetzt wurde.
Churchs, anschließend ausführlich belegte, Antwort lautete: „Ja Virginia, es gibt einen Weihnachtsmann. Es gibt ihn so gewiss wie die Liebe und die Großherzigkeit und die Treue.“

### Ihr weiteres Leben
Virginia O’Hanlon graduierte mit 21 Jahren am Hunter College zum „Bachelor of Arts“. Im Jahr darauf erhielt sie den Grad des Masters von der Columbia University. 1912 begann sie im New Yorker Schulsystem zu unterrichten, wo sie später zur Direktorin aufstieg. Aus New York siedelte Virginia O’Hanlon später nach Chatham um. In ihrer Ehe gebar sie eine Tochter. Nach 47 Berufsjahren zog sie sich als Erzieherin in den Ruhestand zurück.
Während ihres Lebens empfing sie einen unablässigen Strom von Post zu ihrem Weihnachtsmann-Brief und jeder Antwort heftete sie eine attraktive gedruckte Kopie des Church-Leitartikels bei.
Virginia O’Hanlon Douglas starb am 13. Mai 1971, im Alter von 81 Jahren, in einem Pflegeheim in Valatie. Sie ist in Chatham auf dem „Chatham Rural Cemetery“ begraben.
In der Nachricht über ihren Tod zitierte das US-Nachrichtenmagazin „TIME“ ihre Bemerkung: Ich bin ein Anonymus von Januar bis November.

## Sonstiges
Ihr Elternhaus in New York ist zu einem Schulgebäude umgestaltet worden.